# Зайцев, Александр Васильевич (животновод)
Александр Васильевич Зайцев — советский хозяйственный, государственный и политический деятель, Герой Социалистического Труда.

## Биография
Родился в 1910 году в селе Ундино-Поселье. Член КПСС с 1931 года.
С 1929 года — на хозяйственной, общественной и политической работе. В 1929—1980 гг. — колхозник, секретарь партийной организации в Борзинском районе, заместитель директора по политической части, секретарь партийной организации Степановской МТС, директор племсовхоза «Первомайский» Татарского района Новосибирской области, юрист и общественный работник там же.
Указом Президиума Верховного Совета СССР от 11 декабря 1973 года присвоено звание Героя Социалистического Труда с вручением ордена Ленина и золотой медали «Серп и Молот».
Избирался депутатом Верховного Совета РСФСР 7-го созыва. Делегат XXIII съезда КПСС.
Умер в селе Новопервомайское в 1996 году.